# Muğla (tartomány)
Muğla tartomány Törökország egyik égei-tengeri tartománya, székhelye Muğla városa. Északon Aydın, északkeleten Denizli és Burdur, keleten Antalya, délen a Földközi-tenger, nyugaton az Égei-tenger határolja. A török riviéra számos népszerű üdülőhelye található itt, többek között Bodrum, Fethiye, Dalaman és Marmaris.

## Körzetek
A tartománynak 12 körzete van:
- Bodrum
- Dalaman
- Datça
- Fethiye
- Kavaklıdere
- Köyceğiz
- Marmaris
- Milas
- Muğla
- Ortaca
- Ula
- Yatağan

## Képek

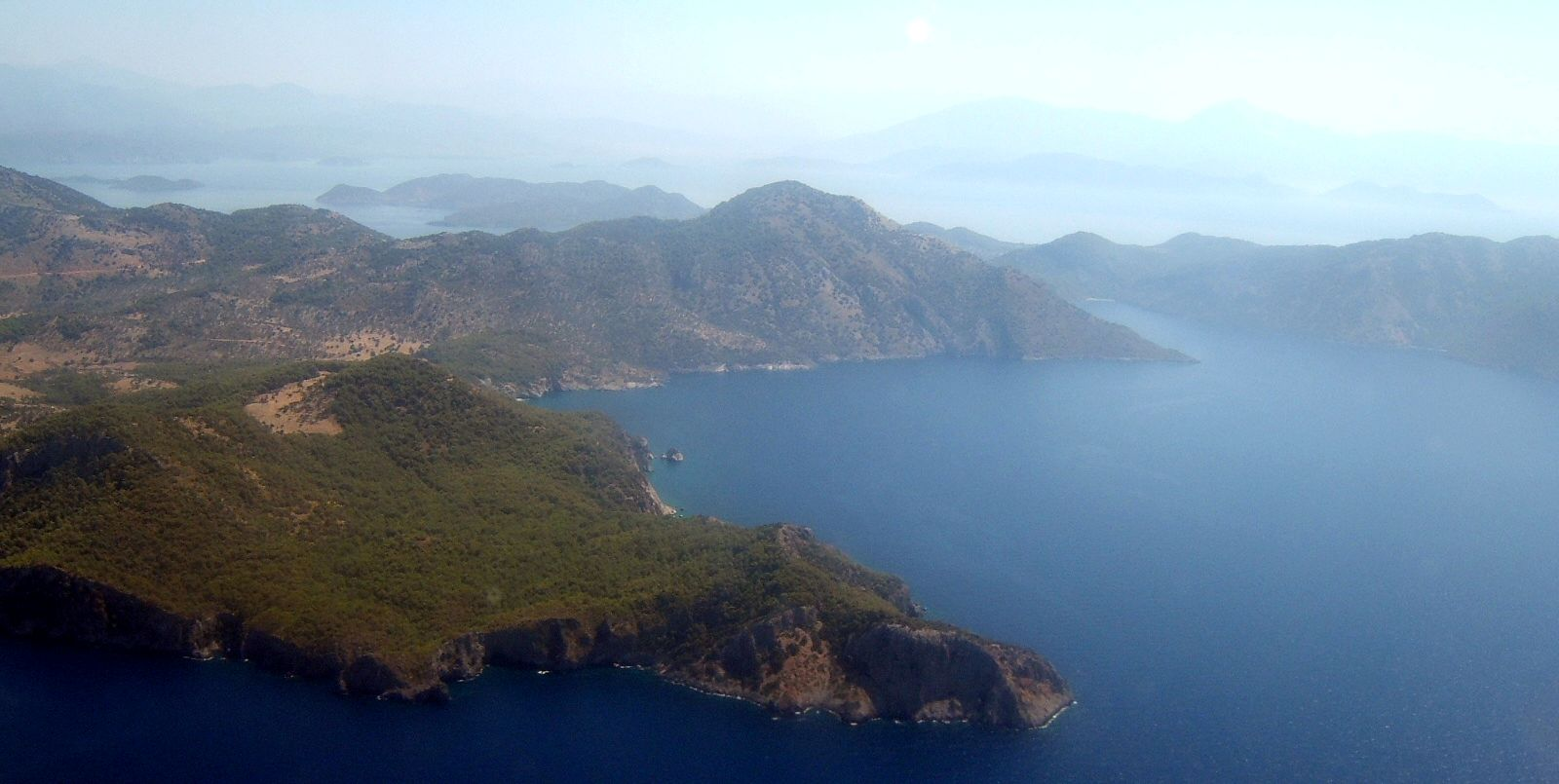
Dalaman tengerpartja
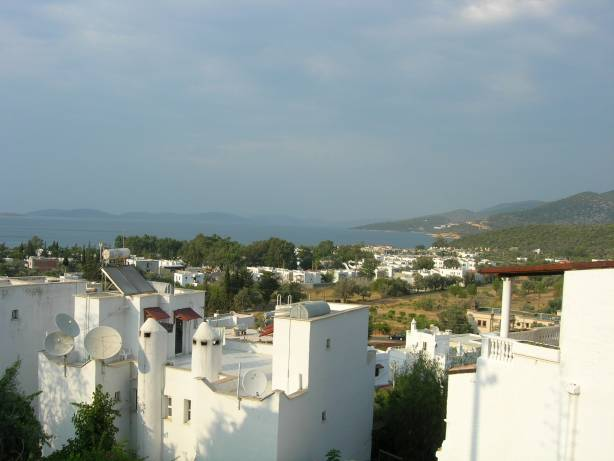
Kisváros Muğlában